# Avenches (gemeente)
Avenches (verouderd Duits: Wiflisburg) is een kleine Zwitserse stad, gelegen in het kanton Vaud, met ca. 2500 inwoners. Het ligt aan de A-1 autoweg, ca. 40 km ten zuidwesten van de hoofdstad Bern.
Voor 2008 maakte de gemeente deel uit van het toenmalige district gelijknamige district. Op 1 januari 2008 werd de gemeente onderdeel het toen opgerichte district Broye-Vully. Op 1 juli 2011 werd buurgemeente Oleyres toegevoegd aan Avenches.

## Geschiedenis
Het stadje werd gebouwd op de plek waar zich ooit de hoofdplaats van de Gallische stam der Helvetii bevond. Keizer Augustus liet er de Romeinse stad Aventicum bouwen, die later onder keizer Vespasianus de rang van colonia kreeg. Aventicum telde tijdens zijn bloeiperiode, de 2e eeuw na Chr., zowat 20.000 inwoners, maar werd in 259 verwoest. De moderne naam Avenches is overigens afgeleid van het Latijnse Aventicum.
Het Romeinse Aventicum was aanzienlijk groter dan het huidige stadje Avenches, dat enkel samenvalt met het vroegere capitool. Het was omgeven door een vestingmuur van 6 km, tot 7 m hoog en voorzien van verdedigingstorens. De sporen van het Romeinse verleden blijven goed zichtbaar: men kan er een goedbewaard amfitheater bezoeken (uit de 1e eeuw, met een capaciteit van ca. 16.000 toeschouwers), alsook de resten van een theater en van een tempelcomplex. Boven de ingang van het amfitheater is, in een middeleeuwse toren, een museum ondergebracht, dat een levendige voorstelling biedt van de Romeinse beschaving in Zwitserland.
In het centrum van de huidige stad bevindt zich ook een kasteel, gebouwd in de 13e eeuw, dat als buitenverblijf diende voor de bisschoppen van Lausanne die toen de landsheren waren.

## Geboren
- Constant Fornerod (1819-1899), Zwitsers politicus
- Norbert Bosset (1883-1969), advocaat en politicus
- Jean-Pierre Pradervand (1908-1996), politicus

## Overleden
- Jean-Pierre Pradervand (1908-1996), politicus